# Trương Lăng Hách
Trương Lăng Hách (giản thể: 张凌赫; phồn thể: 張凌赫; bính âm: Zhāng Línghè, sinh ngày 30 tháng 12 năm 1997 tại Giang Tô, Trung Quốc) là một nam diễn viên người Trung Quốc. Anh chính thức bước chân vào làng giải trí vào năm 2019 với vai chính phim ngôn tình cổ trang Thiếu nữ đại nhân.

## Tiểu sử
Trương Lăng Hách sinh năm 1997 tại Vô Tích, Giang Tô. Năm 2016, anh thi đỗ vào Đại học Sư phạm Nam Kinh, Học viện Kỹ thuật điện và Tự động hóa, chuyên ngành Kỹ thuật điện; mặt khác, Trương Lăng Hách còn tham gia câu lạc bộ hàng không vũ trụ ở trường Đại học vì có niềm yêu thích với bộ môn Vật lý. Anh tình cờ gặp được người đại diện và phát hiện mình có niềm đam mê nồng nhiệt với diễn xuất, từ đó thúc đẩy anh bước chân vào con đường nghệ thuật.

## Sự nghiệp
Ngày 8 tháng 8 năm 2020, Trương Lăng Hách tham gia Đêm hội thanh xuân Mango cùng Lăng Mỹ Sỹ. Ngày 27 tháng 8 cùng năm, phim bộ ngôn tình cổ trang Thiếu nữ đại nhân khởi chiếu trên Tencent Video. Trong bộ phim, Trương Lăng Hách vào vai Tề vương Tiêu Diễn Chi, lấy tên giả Bùi Chiêu, gặp được Tô Từ, cả hai hợp tác cùng vạch trần âm mưu của Vân vương. Đây cũng là bộ phim truyền hình đầu tiên Trương Lăng Hách tham gia diễn chính. Ngày 16 tháng 9, Khoảnh khắc rung động ra mắt trên Mango TV, Trương Lăng Hách vào vai nam chính Mạch Tư Xung, một nam thần bơi lội với kinh nghiệm yêu đương là số không tròn trĩnh.
Ngày 20 tháng 1 năm 2021, anh thắng giải "Nam diễn viên mới của năm" tại Liên hoan phim điện ảnh, truyền hình và internet Kim Cốt Đóa lần thứ 5. Ngày 11 tháng 5 cùng năm, drama ngôn tình Anh ấy hoàn hảo phát sóng, Trương Lăng Hách sắm vai chính Hứa Niệm, người bạn trai thông minh uyên bác trong thế giới ảo, có thể nói đó là hình mẫu bạn trai hoàn mỹ, tuy nhiên, ngoài đời thật lại là người lạnh lùng, không có khiếu hài hước. Ngoài ra, Trương Lăng Hách còn hát cho ca khúc chủ đề phim có tựa đề "Là tình yêu". Ngày 28 tháng 5 năm 2021, phim bộ thanh xuân vườn trường Tôi và thời niên thiếu của tôi do Trương Lăng Hách hợp tác cùng nữ diễn viên Đặng Ân Hi đóng chính khởi chiếu trên Tencent Video. Trong bộ phim, anh vào vai nam chính Giang Hạo Nguyệt, một nam sinh lạnh lùng với thành tích học tập xuất sắc. Ngày 13 tháng 6, anh tham gia đóng phim truyền hình Bách luyện thành cương.
Tháng 2 năm 2022, Trương Lăng Hách tham gia đêm hội Bách họa ngênh xuân 2022, hát khúc Tuổi trẻ trên một hành trình mới. Ngày 7 tháng 8, phim bộ cổ trang Thương Lan Quyết do Trương Lăng Hách tham gia diễn xuất khởi chiếu trên iQIYI, trong bộ phim, anh vào vai Trường Hành, chiến thần một lòng gửi thiên địa.
Năm 2024, Trương Lăng Hách tham gia bộ phim cổ trang Độ Hoa Niên đóng cùng với Triệu Kim Mạch.

## Danh sách phim
| Năm  | Tên                                                                                                  | Vai diễn                                  | Ghi chú   |
| 2020 | Thiếu Nữ Đại Nhân (Maiden Holmes / 少女大人)                                                         | Bùi Chiêu (Pei Zhao / 裴昭)               | Vai chính |
| 2020 | Khoảnh Khắc Rung Động (Sparkle Love / 心动的瞬间)                                                    | Mạch Tư Xung (Mai Si Chong / 麦司冲)      | Vai chính |
| 2021 | Anh Ấy Hoàn Hảo (Love Crossed / 完美的他)                                                            | Hứa Niệm (Xu Nian / 许念)                 | Vai chính |
| 2021 | Tôi Và Thời Niên Thiếu Của Tôi (Flourish in Time / 我和我的时光少年)                                 | Giang Hạo Nguyệt (Jiang Hao Yue / 江皓月) | Vai chính |
| 2021 | Bách Luyện Thành Cương (Refinement of Faith / 百炼成钢)                                              | Quang Vị Nhiên (Guang Wei Ran / 光未然)   | Vai phụ   |
| 2022 | Thương Lan quyết (Cang Lan Jue / 苍兰诀)                                                             | Trường Hành (Chang Heng / 长珩)           | Vai phụ   |
| 2023 | Vân Chi Vũ (My Journey to You / 云之羽)                                                              | Cung Tử Vũ (Gong Zi Yu / 宫子羽)          | Vai chính |
| 2023 | Anh Ấy Bước Ra Từ Ánh Lửa (Bright Eyes in the Dark / 他从火光中走来)                                 | Lâm Khải (Lin Qi / 林启)                  | Vai phụ   |
| 2023 | Hổ Hạc Yêu Sư Lục (Tiger Crane Demon Master/ 虎鹤妖师)                                               | Kỳ Hiểu Hiên (Qi Xiao Xuan / 祁晓轩)      | Vai chính |
| 2023 | Ninh An Như Mộng (Story of Kunning Palace / 宁安如梦)                                                | Tạ Nguy (Xie Wei / 谢危)                  | Vai chính |
| 2024 | Hồ Yêu Tiểu Hồng Nương: Nguyệt Hồng Thiên (Fox Spirit Matchmaker: Red-Moon Pact / 狐妖小红娘·月红篇) | Hồ Vỹ Sinh (Hu Wei Sheng / 胡尾生)        | Vai phụ   |
| 2024 | Độ Hoa Niên (The Princess Royal / 度华年)                                                            | Bùi Văn Tuyên (Pei Wen Xuan / 裴文宣)     | Vai chính |
| 2024 | Tứ Hải Trọng Minh (Love's Rebellion / 四海重明)                                                      | Kê Dương (Ji Yang / 嵇炀)                 | Vai chính |

## Danh sách nhạc
| Phát hành | Tên                | Ghi Chú             |
| 11/5/2021 | Là tình yêu (是爱) | Anh ấy hoàn hảo OST |

## Giải thưởng
| Năm  | Giải thưởng                                                            | Hạng mục                           | Chú thích |
| 2021 | Liên hoan phim điện ảnh, truyền hình và internet Kim Cốt Đóa lần thứ 5 | Nam diễn viên mới của năm          | [ 14 ]    |
| 2023 | Đêm hội Weibo 2022                                                     | Diễn viên tiến bộ nhất của năm     | [ 15 ]    |
| 2023 | Đêm hội Gào thét IQIYI 2023                                            | Nam diễn viên trẻ có bước nhảy vọt | [ 16 ]    |
| 2024 | Đêm hội Weibo 2023                                                     | Diễn viên vượt bậc của năm         | [ 17 ]    |